# Richard Groenendaal
Richard Marinus Anthonius Groenendaal (nascido em 13 de julho e 1971) é um ciclista profissional holandês que representou os Países Baixos nos Jogos Olímpicos de Verão de 1992 em Barcelona. Lá, Groenendaal terminou em 17º competindo na prova de estrada (individual).